# Anne-Marie Ørbeck

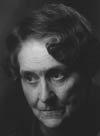
Anne-Marie Ørbeck

Anne-Marie Ørbeck (* 1. April 1911 in Oslo; † 5. Juni 1996 in Bergen) war eine norwegische Komponistin und Pianistin.

## Leben
Ørbeck studierte in Oslo und Berlin bei Sandra Droucker, Gustav Lange, Mark Lothar und Paul Höffer. In den 1950er-Jahren ergänzte sie ihre Studien bei Nadia Boulanger und Darius Milhaud in Paris sowie bei Hanns Jelinek in Wien.
Ihr Debüt als Pianistin feierte sie 1933 mit dem Philharmonischen Orchester Oslo, 1938 wurde, ebenfalls mit ihr als Solistin, ihre erste größere Komposition, das Concertino für Klavier und Orchester, in Berlin vorgestellt. Mit der Uraufführung ihrer Sinfonie D-Dur 1954 in Bergen etablierte sie sich als erste norwegische Sinfonikerin.
Ihr kompositorisches Schaffen umfasst Orchesterwerke, Kammer-, Klaviermusik sowie Lieder und Romanzen. Trotz ihrer Beschäftigung mit der Zwölftontechnik blieb ihr Stil stets tonal und moderat modern.